# Браднелл-Брюс, Майкл, 8-й маркиз Эйлсбери
Майкл Сидней Седрик Браднелл-Брюс, 8-й маркиз Эйлсбери (англ. Michael Sydney Cedric Brudenell-Bruce, 8th Marquess of Ailesbury; 31 марта 1926 — 12 мая 2024) — британский пэр, пользовавшийся ранее титулами виконта Савернейка (1926—1961) и графа Кардигана (1961—1974).

## Титулатура
- 8-й маркиз Эйлсбери, Бакингемшир (с 15 июля 1974)
- 9-й граф Эйлсбери, Бакингемшир (с 15 июля 1974)
- 8-й граф Брюс из Уорлтона, Йоркшир (с 15 июля 1974)
- 8-й виконт Савернейк из Савернейк-Фореста, Уилтшир (с 15 июля 1974)
- 14-й баронет Браднелл из Дина, Нортгемптоншир (с 15 июля 1974)
- 14-й бароне Браднелл из Стонтона, Лестершир (с 15 июля 1974)
- 10-й барон Брюс из Тоттенхэма, Уилтшир (с 15 июля 1974)
- 14-й граф Кардиган (с 15 июля 1974)

## Биография
Родился 31 марта 1926 года. Старший сын Седрика Браднелла-Брюса, 7-го маркиза Эйлсбери (1904—1974), от его первой жены Джоан Холтон Солтер (? — 1937), дочери архитектора Стивена Солтера. Учился в Итонском колледже, по окончании которого поступил на службу в Королевскую конную гвардию. 12 августа 1945 года, всего за три недели до окончания Второй мировой войны, получил звание младшего лейтенанта. Был повышен в звании до лейтенанта 1 сентября 1946 года и вышел в запас в том же звании 1 сентября 1949 года с почётным званием капитана. Он отказался от службы в запасе 1 июля 1959 года, сохранив за собой почетное звание капитана.
В 1954 году стал членом Лондонской фондовой биржи, присоединившись к биржевым брокерам Bragg, Stockdale, Hall & Co, основанным в 1819 году в Лондонском сити, которые объединились с Fiske & Co в 1975 году и он стал партнёром Fiske. Стал директором Fiske & Co, когда она стала компанией с ограниченной ответственностью, и оставался директором, когда она стала публичной как Fiske plc.
Майкл Браднелл-Брюс стал 8-м маркизом Эйлсбери после смерти своего отца 15 июля 1974 года.
Семейное поместье — Тоттенхэм-хаус, в Савернейк-Форест, графство Уилтшир, но они перестали там жить в 1946 году, когда оно стало школой Хоутри. Маркиз владел поместьем Эйвбери, также в Уилтшире, с 1976.
Умер 12 мая 2024 года в своём доме в Шепердс-Буш в Лондоне в возрасте 98 лет, выпав из окна своей спальни.

## Браки и дети
Маркиз Эйлсбери был женат трижды. Его первой женой была Эдвина Сильвия де Уинтон-Уиллс (род. 13 марта 1933), дочь подполковника сэра Эрнеста Эдварда де Уинтон-Уиллса, 4-го баронета Уиллс из Хейзелвуда (1903—1983), из табачной компании W. D. & H. O. Уиллс, и его жены Сильвии Маргарет Огден (? — 1946). Они поженились 17 марта 1952 года и развелись в 1961 году. У них было трое детей:
- Дэвид Браднелл-Брюс, 9-й маркиз Эйлсбери (род. 12 ноября 1952). С 1980 года женат на Розамонде Джейн Уинкли (? — 2012), от брака с которой у него двое детей;
- Леди Сильвия Давина Браднелл-Брюс (род. 19 июня 1954), в 1987 году она вышла замуж за Питера Гулда;
- Леди Карина Дун Браднелл-Брюс (род. 13 января 1956), в 1982 году которая вышла замуж за Энтони Ле Брюна.

10 июля 1963 года он женился вторым браком на Джульет Эдриен Летбридж Кингсфорд, дочери Эдварда Хилари Летбридж Кингсфорд. Пара развелась в 1974 году после рождения двоих детей:
- Леди Луиза Браднелл-Брюс (род. 13 июля 1964)
- Леди Кэтрин Джульетта Браднелл-Брюс (род. 24 августа 1965).

18 сентября 1974 года, вскоре после своего второго развода, он женился в третий раз на Кэролайн Элизабет Уэзерд (род. 12 апреля 1937), дочери коммандера Оуэна Фрэнсиса Мактиера Уэзерда. У них не было детей, и хотя это был самый продолжительный из его браков, пара развелась в 1992 году.